# Доротея Лівен
Катаріна Александра Доротея фон Бенкенфорд (17 грудня 1785 — 27 січня 1857) — княгиня, світська левиця першої половини XIX століття, таємна агентка російського правління у Лондоні та у Парижі, яку прозвали «диломатичною Сивіллою». Увійшла в історію як перша жінка-дипломатка.

## Життєпис

### Походження
Походила з дворянського роду Бенкендорфів. Дочка ризького військового губернатора генерала від інфантерії Х. І. Бенкендорфа, сестра шефа жандармів А. Х. Бенкендорфа з яким протягом багатьох років листувалася.
Мати Дарини Христофорівна померла 11 березня 1797 роки за кордоном, де перебувала на лікуванні. Вона страждала від ревматизму, від якого все життя буде мучитися і її дочка. Дарина та її сестра Марія (1784—1841) залишилися під опікою імператриці Марії Федорівни. Незважаючи на те, що вони вже вийшли з віку, в якому дівчаток брали в Смольний інститут, імператриця помістила їх саме туди, і щотижня відвідувала сестер.

### Шлюб
Дар'я отримала краще на той час освіту, вона вміла говорити і читати на чотирьох мовах, вивчала музику і танці. У лютому 1800 Дарина і Марія закінчили інститут, і імператриця зайнялася облаштуванням їх особистому житті. Старша з сестер Бенкендорф, Марія Христофорівна, стала дружиною генерала І. Е. Шевича і була фрейліною імператриці.
Дарина Христофорівна, ще в 1799 році була подарована у фрейліни. Імператриця підшукала їй гідного жениха, вибір припав на графа Аракчеєва. Дарина прийшла в жах від такого жениха і імператриця незабаром знайшла іншого кандидата. Ним виявився улюбленець імператора Павла I, військовий міністр, красень, 26-річний граф Христофор Андрійович Лівен. Матері обох молодят були наближеними фрейлінами та близькими подругами імператриці Марії Федорівни. Молоді люди сподобалися один одному і 24 лютого 1800 роки одружилися.
Перші роки шлюбу Дарина Христофорівна жила безтурботним життям в Петербурзі. Вона була всюди, де була імператорська сім'я. Поки чоловік робив військову кар'єру, вона вела веселу світське життя, танцювала і фліртувала. У неї був роман з великим князем Костянтином Павловичем, у свій час вона захоплювалася князем П. П. Долгоруким.
У 1809 році граф Лівен був призначений посланником до Берліна. У Берліні Дарина Христофорівна придбала певну популярність як господиня літературно-політичного салону. Все в Пруссії їй здавалося дрібним і нудним, вона багато часу присвячувала вихованню дітей, супроводжувала їх в село, на море, на води. Вона сподівалася, що їх перебування в Берліні буде недовгим. 30 червня 1812 року Лівени покинули Берлін. Проживши кілька місяців в Петербурзі, в кінці жовтня 1812 року подружжя Лівени відбули до нового місця призначення графа в Лондон.

### Лондонські роки
Карикатура Крукшенка на графиню Лівен і князя Козловського. Графиня Лівен своїми живими манерами і широким колом знайомств зробилася одним із законодавців мод лондонського суспільства. Вважається, що саме вона познайомила англійців з вальсом. Після закінчення наполеонівських воєн вона супроводжувала чоловіка на Віденський конгрес, де змагалася за звання «першої леді» з герцогинею Саган та княгинею Багратіон.
За своїм впливом графиня анітрохи не поступалася чоловікові. Отримати запрошення в салон графині Лівен вважалося великою честю. У Лондоні у злива народився син, названий Георгієм на честь принца-наступника-регента, який зголосився бути хрещеним батьком і не втомлювався повторювати, як схожий на нього дитина. Крім майбутнього короля, чутка називала Георгія «сином Конгресу», натякаючи на те, що його батьком був Меттерніх.
Як відзначають історики, «ніколи ще іноземка не отримувала стільки відомостей про англійському суспільстві з перших рук і не володіла в ньому більшим впливом». [6] Отримані відомості графиня передавала чоловікові або направляла дипломатичною поштою братові в Санкт-Петербург. У листі до міністра закордонних справ графу Нессельроде імператор Олександр I жартома нарікав, що графиня Лівен носить спідниці — з неї вийшов би блискучий дипломат. 12 січня 1816 р графиня Лівен була удостоєна ордена Св. Катерини 2-го ступеня і 29 лютого 1828 р завітала в статс-дами. З нагоди сходження на престол Миколи Павловича зведена разом з чоловіком в князівське Російської Імперії гідність.

### Паризький салон
У 1834 р Микола I приставив князя Лівена наставником до свого сина. Його дружина неохоче покинула Лондон, але після смерті двох синів, посилаючись на слабке здоров'я, залишила межі Росії, щоб влаштуватися в Парижі. Там її салон став «дозорноївишкою Європи», змагаючись за популярністю з салоном мадам річках, який опікувався Шатобріан, який намалював безсторонній портрет Лівен в «Замогильних записках».
Після смерті чоловіка в 1838 році княгиня відкрито фліртувала з політичними діячами, які відвідували її будинок. Протягом десятка років її пов'язували романтичні відносини з австрійським канцлером Меттернихом і французьким прем'єр-міністром Франсуа Гізо. Завдяки своїй близькості з Гізо під час Кримської війни вона служила негласним посередником між ворогуючими сторонами.
У січні 1857 року Дарина Христофорівна захворіла на бронхіт, який дуже швидко прийняв важку форму. В ніч з 26 на 27 січня в своєму паризькому особняку на руках Гізо і сина Павла вона померла. Перед смертю вона висловила бажання, щоб її тіло було перевезено в Курляндію і поховано поруч з її синами в родинній усипальниці Злива в латвійському містечку Межотне. Вона була похована в чорному оксамитовому платті фрейліни російського імператорського двору і князівської корони, з розп'яттям зі слонової кістки в руках.
Уривки з її записок і величезною кореспонденції з'явилися у пресі посмертно. Вдова лорда Грея подані публікацію його листів до княгині (якими вони обмінювалися щодня) словами жалю про те, що публіці стане відома «ступінь інтимності глави уряду з іноземною посланцем».

### Діти
Від шлюбу народилося шестеро дітей, п'ять синів і одна донька:
- Магдалена (1804—1805)
- Олександр (1805—1885), помер неодруженим.
- Павло (1806—1866), помер неодруженим.
- Костянтин (1807—1838), помер в червні 1838 року в Америці.
- Георгій (1819—1835), ім'я отримав на честь хрещеного батька, короля Георга IV. Навесні 1835 роки помер в Дерпті разом з молодшим братом Артуром від скарлатини. Ця трагедія дуже підірвала здоров'я Дар'ї Христофорівна, до кінця днів своїх вона перебувала в розпачі від несправедливості долі.
- Артур (1825—1835), ім'я отримав на честь хрещеного батька, герцога Веллінгтона.

## Відгуки
- «Жінка з довгим неприємним обличчям, пересічна, нудна, близька, що не знає інших тем для розмови, крім вульгарних політичних пліток» (Рене де Шатобріан).
- «Я цілком впевнений, що ця дама готова завдати нашій країні всіляке зло, в вдячність за доброту і ласку, з якою тут ставилися до неї під час її багаторічного перебування в Англії» (герцог Веллінгтон).
- «Чоловіки і жінки, торі й віги, імениті персони і світські денді, все прагнули дістати її для прикраси і престижу своїх салонів, все високо цінували честь бути прийнятими нею» (Франсуа Гізо).
- «Різні чоловічим розумом і жіночої чутливістю, вона тримала під своєю владою монархів і державних людей і завдяки цьому мала політичний вплив, рідко доступне жінкам. Що вона мала слабкі сторони, що походили від недоліків судження і характеру, — про це не будуть сперечатися її найпалкіші шанувальники; але що вона мала величезні переваги серця і розуму, не можуть забути навіть її противники».
- «Ось ще одна смерть, яка мене щиро засмутила; вона залишила порожнечу, яку нічим буде заповнити. Хоча я не був в числі близьких друзів княгині, я знаходив велике задоволення в її суспільстві; я сходився з нею в думках і поглядах; це була особистість високого розуму і благородного характеру, на неї можна було покластися».